# Erica mollis
Erica mollis är en ljungväxtart som beskrevs av Gábor Gabriel Andreánszky. Erica mollis ingår i släktet klockljungssläktet, och familjen ljungväxter. Inga underarter finns listade i Catalogue of Life.

## Bildgalleri

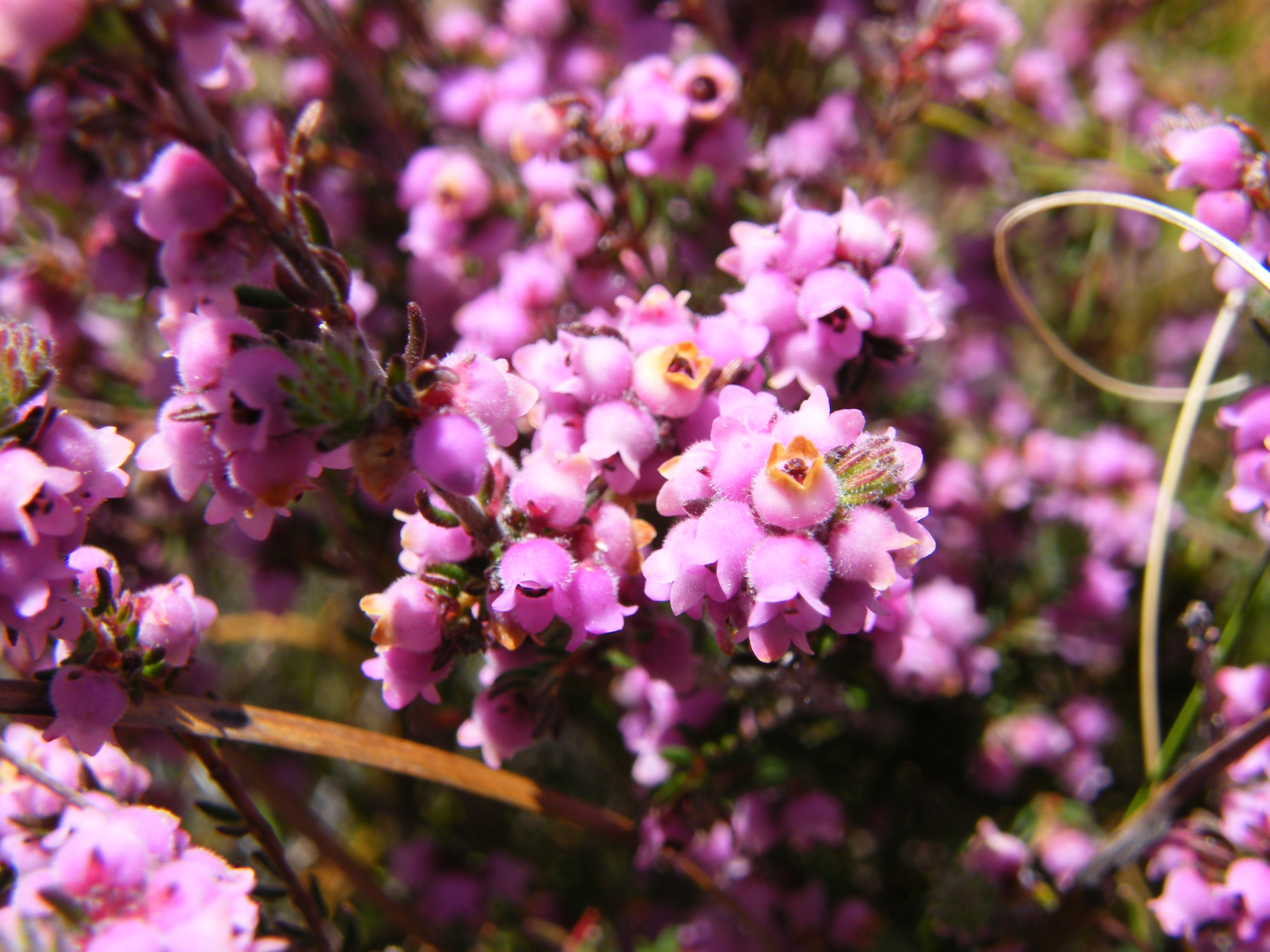
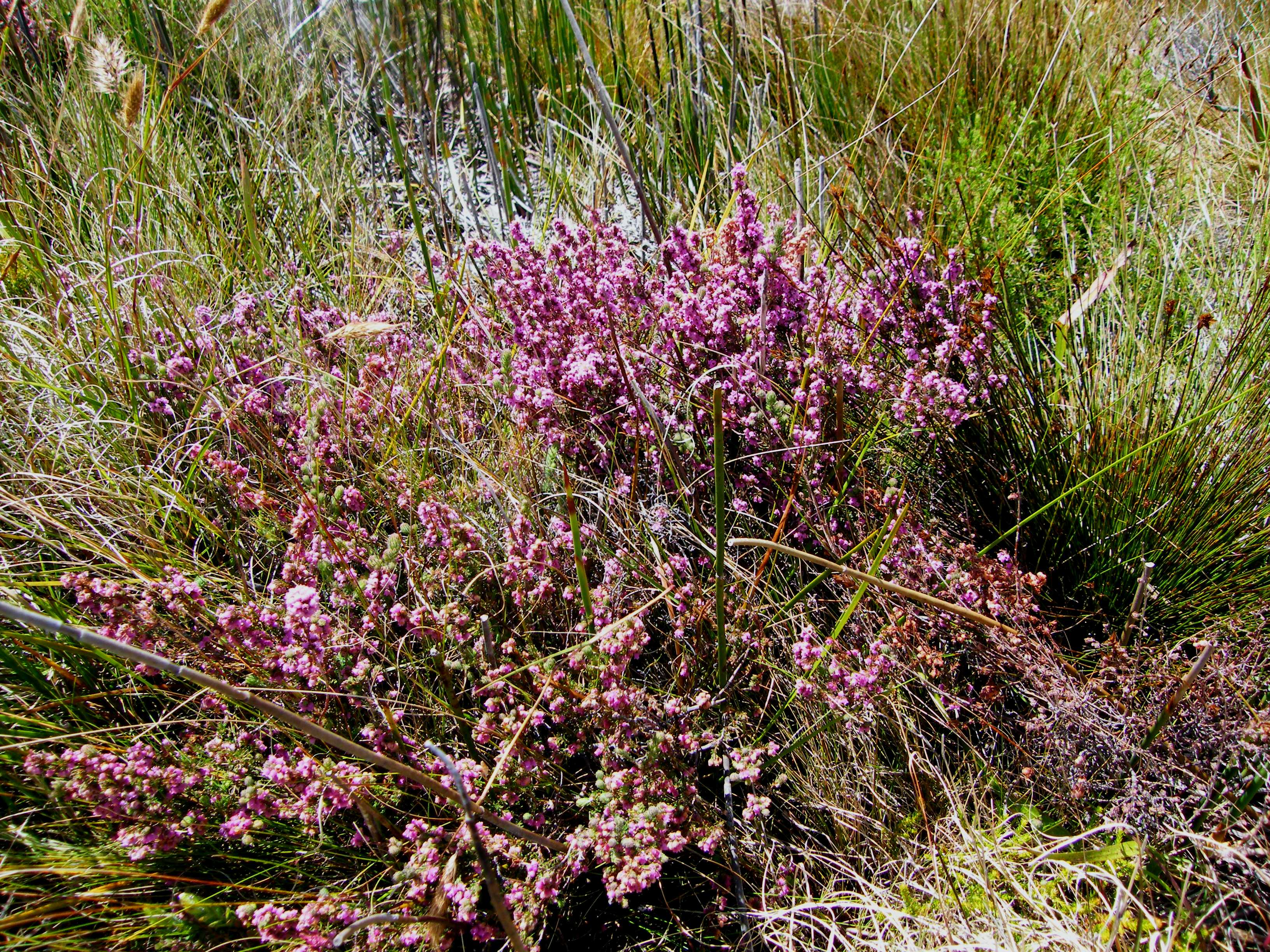